# Aranykoronás szifaka
Az aranykoronás szifaka (Propithecus tattersalli) az emlősök (Mammalia) osztályába, a főemlősök (Primates) rendjébe és az ugrómakifélék (Indriidae) családjába tartozó faj. Jellemzői a fehér szőrzete, kiálló, szőrös fülei és az aranysárga „koronája”. Élőhelye a galériaerdők és a száraz lombhullató erdők, 44.125 hektáros területen fordul elő a faj Északkelet-Madagaszkáron. Az aranykoronás szifaka közepes nagyságú félmajom, tudományos nevét Ian Tattersall amerikai paleoantropológusról kapta, ő fedezte fel az aranykoronás szifakát 1974-ben. Fogságban a Duke Lemur Centerben és az Észak-Karolina állambeli Durhamban látható.

## Rendszerezése

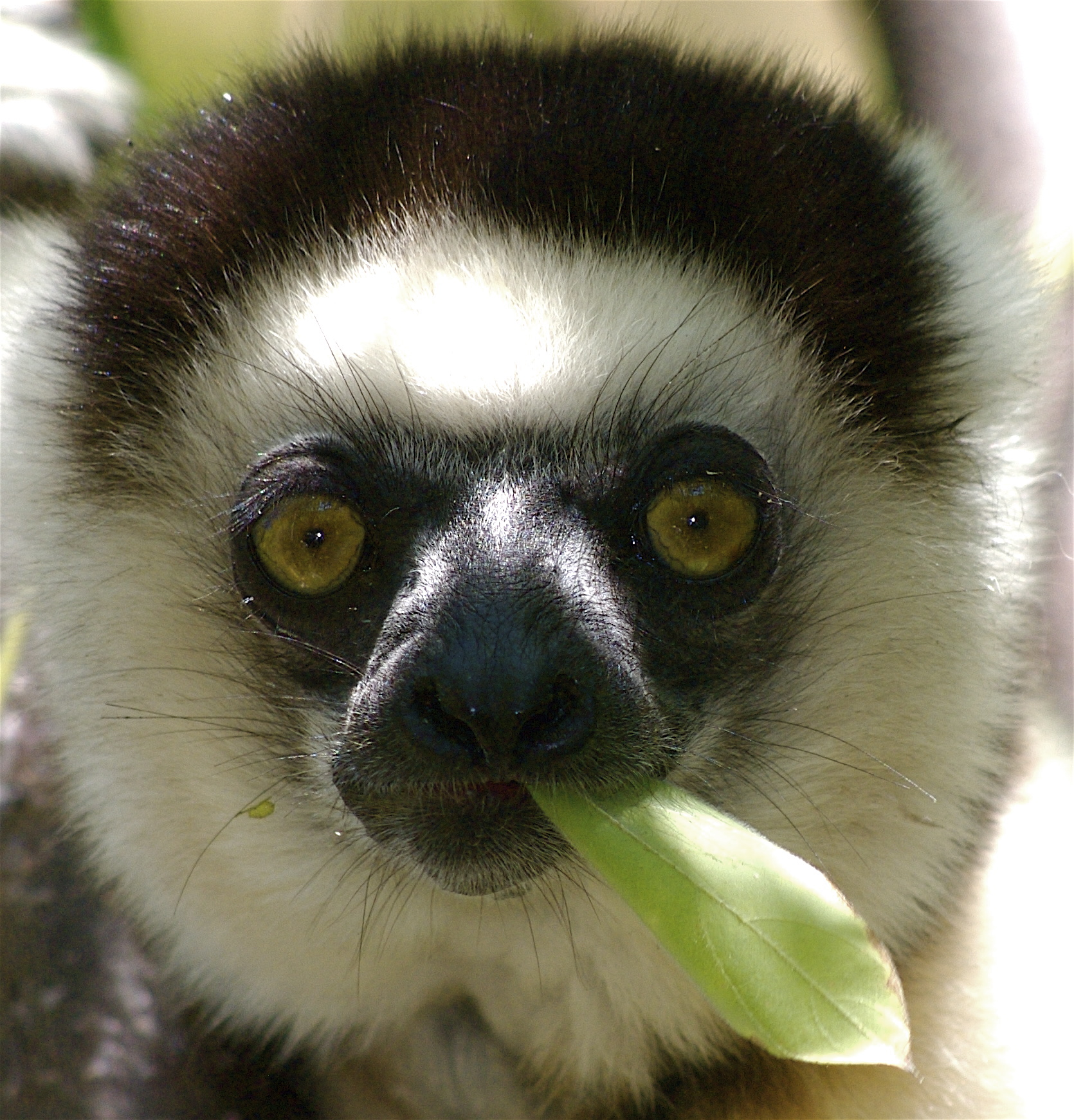
Az aranykoronás szifaka a Verreaux-szifakával egy nembe tartozik (Propithecus).

Az aranykoronás szifaka legközelebbi rokonai a diadémszifaka (Propithecus diadema), a Verreaux-szifaka (Propithecus verreauxi) és a selymes szifaka (Propithecus candidus), mivel egy nembe tartoznak a Propithecus nembe. Az ugrómakifélék (Indriidae) családjában tartoznak, a családban több nem (Indri, Avahi) és faj (indri (Indri indri), nyugati gyapjasmaki (Avahi occidentalis), keleti gyapjasmaki (Avahi laniger)) is van.

## Előfordulása

### Elterjedése

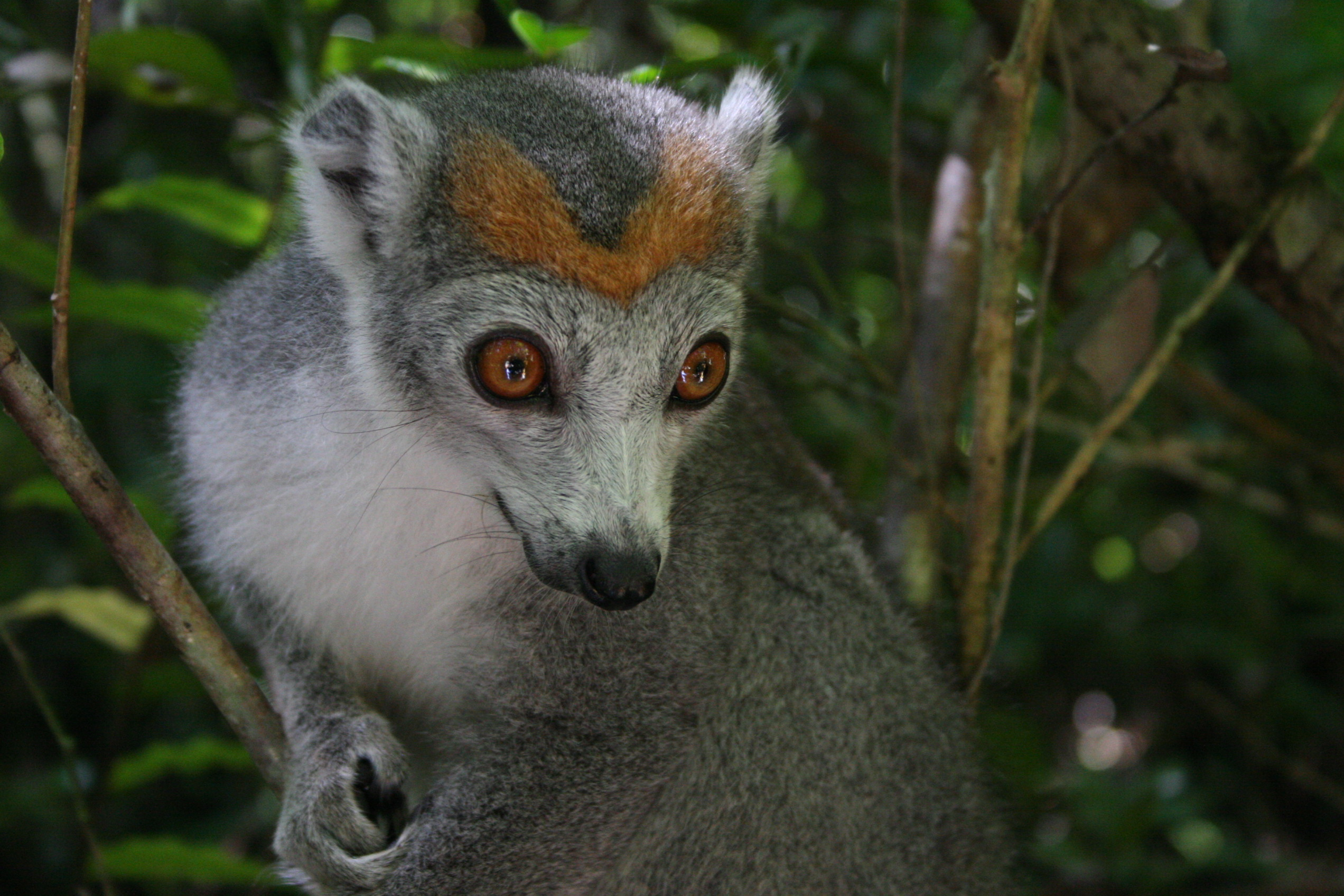
Az aranykoronás szifaka és a koronás maki elterjedése fedi egymást.

Madagaszkár szigetének északkeleti részén őshonos faj. A Loky és a Monambato folyók határolják elterjedési területét. Az aranykoronás szifaka elterjedési területe az egyik legkisebb az ugrómakifélék között.

### Élőhelye
A szigetország száraz lombhullató és örökzöld erdeiben fordul elő. Az erdőirtások miatt élőhelye egyre szűkül, ami veszélyezteti a faj fennmaradását.

## Megjelenése
Az aranykoronás szifaka testtömege 3,4-3,6 kg, testhossza a farokkal együtt 87–94 cm. A pofája tompa és lekerekített, széles orra megkülönbözteti a többi szifakától. A többi szifakához hasonlóan fán élő állat, hosszú, erős lábai lehetővé teszik, hogy elrugaszkodhasson és nagyokat ugorjon a fatörzsek és az ágak között.

## Életmódja
Nappal aktív. Átlagos élettartama fogságban 20 év, a Verreaux-szifakák a fogságban 23 évig is eléltek. Az aranykoronás szifakáknál megfigyelhető, hogy a magasabb lombkoronán a száraz évszakban (májustól októberig) raktároz. Ezek a szifakák a magas fákon szeretnek aludni éjszaka. Stresszhelyzetben röfögésszerű hangokat és „churr”-öket ad ki, melyek hangos „whinney”-be erősödnek föl. Ha a földön ragadozó közeleg, a „shē-fäk” vészjelzést adják ki. Ragadozómadár közeledtekor csúfolják azt. A hangok mellett szagnyomok és testtartások segítségével is kommunikálnak.

### Szociális élete
Társas életmódot folytat, egy csapat 2-13 állatból áll. A csapatban a nőstény a domináns. Az aranykoronás szifakák békések és kurkásszák egymást, mint más főemlősfaj, a kurkászás a csoportos tevékenységük fontos része.

### Táplálkozása
Magvakat, gyümölcsöket, virágokat és leveleket fogyaszt. Az aranykoronás szifaka 80 növényfajjal táplálkozik. Táplálékának 7%-a gyümölcsök, magvak, 22%-a éretlen levelek, 17%-a érett levelek, 13%-a virágok és 9%-a gyümölcspép. Megfigyelték fogságban, hogy éjszaka táplálkoznak a Verreaux-szifakával ellentétben.

### Szaporodása
A hímek és a nőstények ivarérettsége 2-3 éves koruktól kezdődik. A párzási időszak késő januártól márciusig tart. A nőstény 130-165 napig tartó vemhesség végén átlagosan 1 kölyöknek ad életet. A kölykök születésükkor átlagosan 98 grammosak. 5-6 hónaposan kerül sor az elválasztásra.

## Ragadozói és parazitái

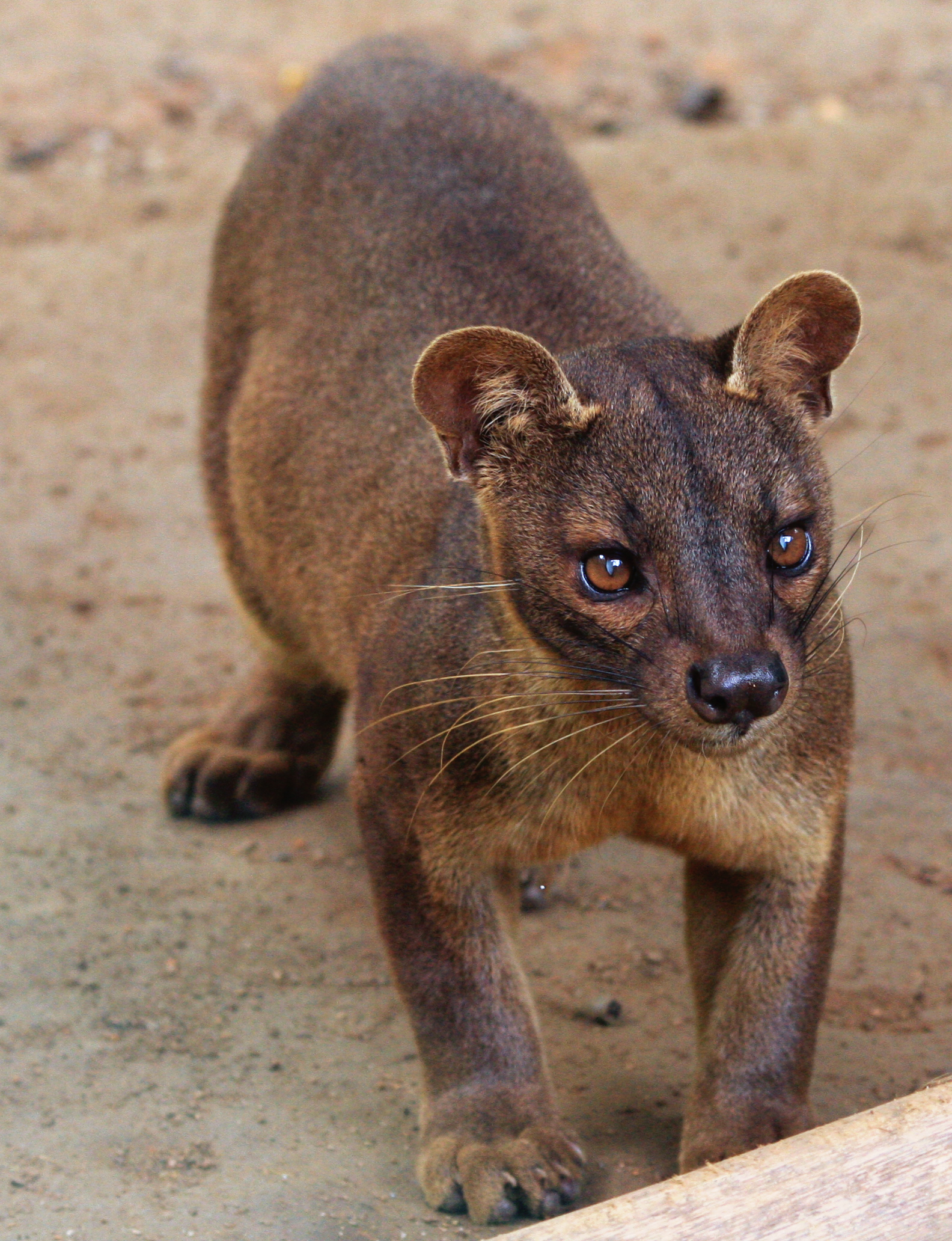
Az aranykoronás szifaka ragadozója a fossza.

Fő ellenségei a fossza és a madagaszkári ragadozó madarak a jelenlétükre reagál és a ragadozó madarakra riasztó hangot ad ki. Élősködői közé tartozik a fültetű, a malária és a fonálféreg.

## Természetvédelmi állapota

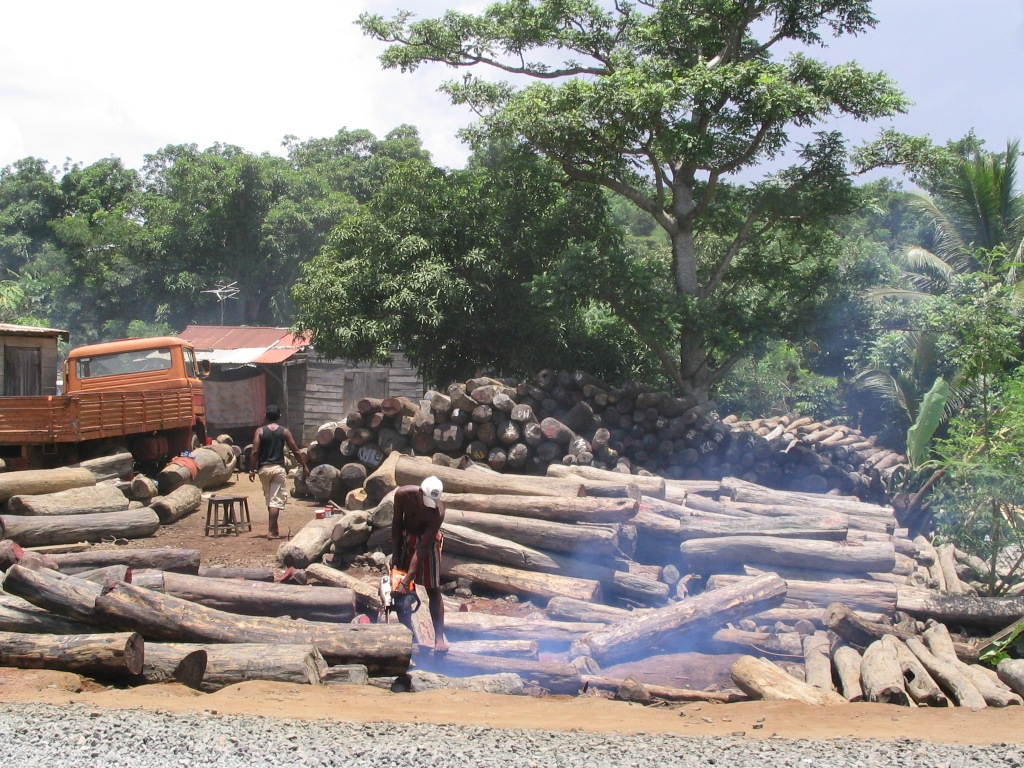
Az aranykoronás szifakát az illegális fakitermelés veszélyezteti.

Az aranykoronás szifakát az illegális fakitermelés veszélyezteti, évente kb. 1000 hektár erdőt vágnak ki, az előrejelzések szerint, ha így folytatódik az erdőirtás, 2020-ra nem lesz a szigetország keleti részén erdő; a malagas farmerek az állataik legeltetőikért és megművelésért való égetése is veszélybe sodorja az aranykoronás szifakát. Még a vadhús-kereskedelem is fenyegeti. A 2009-ben kezdődött politikai válság és az ezt követően Madagaszkáron kialakult jogbizonytalanság következtében orvvadászok lemurokra vadásztak a Daraina régióban és ínyencségként helyi éttermeknek adták el őket. Az IUCN vörös listáján a kihalófélben lévő kategóriába sorolja. A Conservation International 20 000 hektárt védett területté nyilvánított. 2008-tól csupán tíz erdőfolt maradt, amelyekben az IUCN szerint támogathatnák az életképes populációkat.

### Fordítás
- Ez a szócikk részben vagy egészben a Golden-crowned Sifaka című angol Wikipédia-szócikk ezen változatának fordításán alapul.  Az eredeti cikk szerkesztőit annak laptörténete sorolja fel. Ez a jelzés csupán a megfogalmazás eredetét és a szerzői jogokat jelzi, nem szolgál a cikkben szereplő információk forrásmegjelöléseként.